# Ӆ (буква саамского алфавита)
Ӆ, ӆ (Л с хвостиком) — буква расширенной кириллицы. Используется в кильдинском саамском языке, где является 17-й буквой алфавита. Обозначает глухой альвеолярный латеральный сонант [l̥].

## Форма буквы

Оригинальная форма буквы, 1980-е годы, гарнитура «Школьная»

Рукописная версия буквы, одинаковая для Ӆ ӆ и Ԯ ԯ

Изначально при создании саамского алфавита на кириллице для глухих сонантов [l̥], [m̥], [n̥], [r̥], [j̥] применялся диакритический знак, схожий с маленьким «крючком». Точно такая же буква применялась в хантыйском, ительменском и чукотском. Со временем, однако, возникло три разных формы буквы. В хантыйском, ительменском и чукотском диакритический знак приобрёл форму заметного нижнего крюка — Ԓ ԓ. В хантыйском дополнительно возникла форма с нижним выносным элементом, таким же как у букв Щ и Ц — Ԯ ԯ. В саамском же этот диакритический знак приобрёл форму заострённого «клина», направленного влево, — именно такая форма попала в стандарт Юникода в 2002 году.

## Путаница с другими буквами
Из-за технических ограничений саамская буква Ӆ ӆ, которая должна использоваться только в саамском, может ошибочно использоваться вместо Ԯ ԯ или Ԓ ԓ. Причиной этому является то, что саамская буква была введена в Юникод версии 3.2 (2002 год) и присутствует в бо́льшем числе шрифтов, в то время как буква Ԯ ԯ введена в Юникод версии 7.0 (2014 год) и присутствует в ограниченном числе шрифтов. Буква Ԓ ԓ введена чуть раньше, в версии 5.0 (2006 год), но тоже может отсутствовать в шрифтах, где уже есть Ӆ ӆ.